# Visconde de Amoreira da Torre
Visconde de Amoreira da Torre é um título nobiliárquico criado por D. Carlos I de Portugal, por Decreto de 9 de junho de 1895, em favor de Cipriano Justino da Costa Palhinha.

## Titulares
1. Cipriano Justino da Costa Palhinha, 1.º Visconde de Amoreira da Torre.

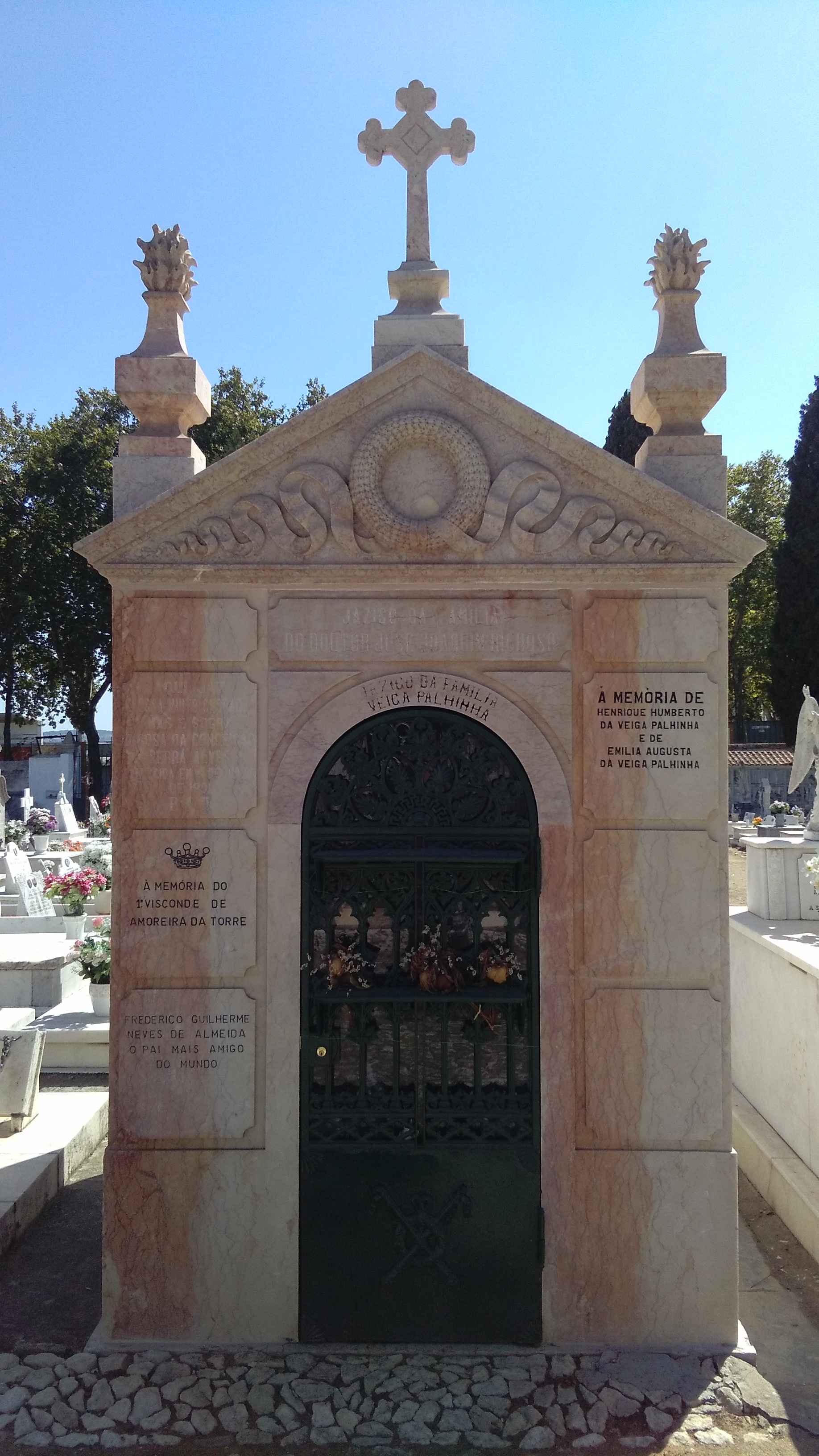
Jazigo do Visconde de Amoreira da Torre e família no no cemitério de Montemor-o-Novo